# Isaria
Isaria es un género de hongos ascomicetos en sus fases asexuales en el orden Hypocreales y familia Clavicipitaceae, aunque algunas autoridades indican se encuentra en la familia Cordycipitaceae. Las fases sexuales de estos organismos pertenecen al género Cordyceps y otros géneros relacionados. Anteriormente se les clasificaba dentro de los géneros asexuales Paecilomyces ySpicaria entre otros. Isaria incluye principalmente hongos entomopatógenos, o sea hongos que en la naturaleza son encontrados generalmente parasitando insectos y otros artrópodos. Generalmente ocasionan infecciones letales en sus hospedadores.
Algunas especies de Isaria, como I. fumosorosea, I. farinosa e I. tenuipes han sido estudiadas como agentes de control biológico de insectos (Biopesticida); en particular, hay preparaciones y productos comerciales de I. fumosorosea disponibles en algunos países. En forma natural, estos hongos infectan a sus hospedadores mediante esporas asexuales (conidios) que germinan sobre los artrópodos y penetran su cutícula.

## Especies
La Encyclopaedia of Life identifica las siguientes especies:
- Isaria abietina Höhn. 1909
- Isaria abutii Lloyd 1923
- Isaria acaricida Pat.
- Isaria acervata Massee 1901
- Isaria acicularis Pat. 1897
- Isaria acuta Preuss
- Isaria agaricina Pers. 1797 
  - Isaria agaricina var. agaricina Pers. 1797 
  - Isaria agaricina var. petiolaris Alb. & Schwein. 1805
- Isaria aggregata Cooke & Massee 1890
- Isaria alba J. F. H. Beyma 1928
- Isaria albida (Fr.) Sacc.
- Isaria albiziae Pat.
- Isaria alborosea Penz. & Sacc. 1904
- Isaria ambigua P. Karst.
- Isaria americana P. Karst.
- Isaria amoene-rosea Henn. 1902
- Isaria amorpha Höhn. 1909
- Isaria anisopliae (Metschn.) R. H. Pettit 1895 
  - Isaria anisopliae var. americana R.H. Pettit 1895 
  - Isaria anisopliae var. anisopliae (Metschn.) R.H. Pettit 1895
- Isaria arachnicida Speg. 1898
- Isaria arachnophila Ditmar 1817
- Isaria aranearum Schwein. 1822
- Isaria araneosa Speg. 1910
- Isaria arborea Pat.
- Isaria arbuscula Bres. & Roum.  or Har. 1893
- Isaria arcyrioides Berk. & Broome 1875
- Isaria argentina Speg. 1898
- Isaria asamaensis Aoki 1957
- Isaria aspergilliformis Rostr.
- Isaria atypicola Yasuda 1915
- Isaria aurantiaca Berk. & Broome 1875
- Isaria aviaria Sacc.
- Isaria barberi Giard 1894
- Isaria basili (Taylor) Kobayasi 1941
- Isaria bialowieziensis Koval 1977
- Isaria bicolor Schwein. 1832
- Isaria brachiata (Batsch) Schumach. 1803
- Isaria brevis Berk. & M.A. Curtis 1874
- Isaria briardii (Vuill.) Sacc. & D. Sacc.
- Isaria bulbosa Nees 1816
- Isaria buntingii Lloyd 1916
- Isaria buquetii (Mont. & C. P. Robin) Lloyd 1922
- Isaria byssoidea Pers.
- Isaria calva (Alb. & Schwein.) Fr. 1832
- Isaria candida Schwein. 1832
- Isaria capitata Ellis & Everh. 1898
- Isaria carnea Pers. 1796  or Schwein.
- Isaria cateniannulata (Z.Q. Liang) Samson & Hywel-Jones 2005
- Isaria cateniobliqua (Z.Q. Liang) Samson & Hywel-Jones 2005
- Isaria ceratoides Speg. 1880
- Isaria chrysopoda Bres. 1900
- Isaria cicadae Miq. 1838
- Isaria cinnabarina Preuss
- Isaria citrina Pers. 1801
- Isaria citrinula Speg. 1910
- Isaria cladogena Sacc.
- Isaria clavata Ditmar 1817
- Isaria clonostachoides F. J. Pritch. & Porte 1922
- Isaria cocoa Lloyd 1920
- Isaria coleopterorum (Samson & H.C. Evans) Samson & Hywel-Jones 2005
- Isaria congesta Berk. & M.A. Curtis 1874  or Berk. & Broome 1875
- Isaria congregata Berk. & Broome 1875
- Isaria corallina Fr.
- Isaria coralloidea Kalchbr. & Cooke 1880
- Isaria cornea Lloyd 1919
- Isaria cosmopsaltriae Yasuda 1918
- Isaria crassa Pers. 1797
- Isaria cretacea J. F. H. Beyma 1935
- Isaria crinita Lloyd 1920
- Isaria cryptotympanae Sawada 1959
- Isaria cuneispora Boud. 1887
- Isaria dedawensis Henn.
- Isaria dendroidea Jungh. 1838
- Isaria densa (Link) Giard 1891
- Isaria destructor Metschn.
- Isaria dubia Delacr. 1893
- Isaria dussii Pat. 1900
- Isaria edessicola Speg. 1910
- Isaria edwalliana Henn. 1904
- Isaria elata (Kalchbr.) Sacc. & Traverso 1910
- Isaria elegans Beeli 1924
- Isaria elegantula Syd. 1909
- Isaria eleutheratorum Nees 1816
- Isaria empetri Lind 1928
- Isaria epiphylla Pers. 1797 
  - Isaria epiphylla var. acuta Tassi 
  - Isaria epiphylla var. epiphylla Pers. 1797 
  - Isaria epiphylla var. fasciculata Sommerf.
- Isaria episphaeria Desm. 1843
- Isaria erastalidis Yasuda
- Isaria eriopoda Syd. 1912
- Isaria eristalidis Yasuda 1921
- Isaria exigua (Brond.) Sacc. 1892
- Isaria exoleta Fr. 1832
- Isaria farinosa (Holmsk.) Fr. 1832 
  - Isaria farinosa f. crassa (Pers.) Fr. 1832 
  - Isaria farinosa f. farinosa (Holmsk.) Fr. 1832 
  - Isaria farinosa f. truncata (Pers.) Fr. 1832 
  - Isaria farinosa f. velutipes (Link) Fr. 1832 
  - Isaria farinosa var. citriformis Kobayasi 1941 
  - Isaria farinosa var. farinosa (Holmsk.) Fr. 1832
- Isaria fasciculata Sommerf. 1826
- Isaria felina (DC.) Fr. 1832 
  - Isaria felina var. aviaria Sacc. 1882 
  - Isaria felina var. cuniculina Ferraris 1910 
  - Isaria felina var. domestica Speg. 1912 
  - Isaria felina var. felina (DC.) Fr. 1832 
  - Isaria felina var. pirina Ellis & Marchal 
  - Isaria felina var. pirina Marchal & É.J. Marchal 1921
  - Isaria felina var. suina Sacc. 1882
- Isaria filamentosa Sacc. 1886
- Isaria filiformis Wallr. 1833 
  - Isaria filiformis var. cladogena Sacc. 1886 
  - Isaria filiformis var. filiformis Wallr. 1833
- Isaria fimicola Sternon 1923
- Isaria flabelliformis (Schwein.) Lloyd 1916
- Isaria flavoviridis Rick 1922
- Isaria floccosa Berk. & Broome  or Fr. 1829
- Isaria friesii Mont. 1836
- Isaria froggattii Lloyd 1922
- Isaria fruticosa Demelius 1923
- Isaria fuciformis Berk. 1872
- Isaria fulvipes Peck 1879
- Isaria fumosorosea Wize 1904
- Isaria funicularis Wallr.
- Isaria furcata Schwein. 1832
- Isaria furcellata G. Martin
- Isaria fusca J. N. Kapoor & Munjal 1967
- Isaria geophila Speg. 1898
- Isaria ghanensis (Samson & H.C. Evans) Samson & Hywel-Jones 2005
- Isaria gigantea Mont. 1856
- Isaria glauca Ditmar 1817 
  - Isaria glauca var. americana P. Karst. 
  - Isaria glauca var. glauca Ditmar 1817
- Isaria glaucocephala Link 1825
- Isaria globosa Schwein. 1832
- Isaria gossypina Pat.
- Isaria gracilioides Kobayasi 1941
- Isaria gracilis Speg. 1886
- Isaria gracilis Vosseler 1902
- Isaria graminiperda Berk. & F. Muell. 1873 
  - Isaria graminiperda var. fuciformis (Berk.) Cooke 1892 
  - Isaria graminiperda var. graminiperda Berk. & F. Muell. 1873
- Isaria grassa Pers.
- Isaria guignardii Maheu 1906 
  - Isaria guignardii f. guignardii Maheu 1906 
  - Isaria guignardii f. major Martinez{?} & Guinea 1931
- Isaria hariotii Arnaud 1915
- Isaria holmbergii Speg. 1880
- Isaria hydnoides Link 1825
- Isaria hypoxyli Kalchbr. 1865
- Isaria hystricina P. Karst.
- Isaria intricata Fr. 1832
- Isaria japonica Yasuda 1915
- Isaria javanica (Frieder. & Bally) Samson & Hywel-Jones 2005
- Isaria kogane Hasegawa & Koyama 1941
- Isaria kunitatiensis Kobayasi 1941
- Isaria lanuginosa Petch 1917
- Isaria lecaniicola Jaap 1909
- Isaria leprosa Fr. 1832 
  - Isaria leprosa var. corralina (Fr.) Sacc. 1886 
  - Isaria leprosa var. leprosa Fr. 1832 
  - Isaria leprosa ß corralina Fr. 1832
- Isaria locusticola Z.Q. Liang, X.Y. He & Y.F. Han 2008
- Isaria lutea (Brond.) Sacc. 1892
- Isaria macroscyticola Kobayasi 1941
- Isaria melanopus Speg. 1889
- Isaria meliolae Hansf. 1943
- Isaria micromegala Berl. 1887 
  - Isaria micromegala var. micromegala Berl. 1887 
  - Isaria micromegala var. ulmicola Cif. 1922
- Isaria microscopica Grev. 1823
- Isaria mitruliformis Henn. 1906
- Isaria mokanshawii Lloyd 1919
- Isaria monilioides Alb. & Schwein. 1805
- Isaria moriokaensis Aoki 1957
- Isaria mucida Pers. 1794  or Schumach. 1803
- Isaria murina Oudem. 1892
- Isaria musasiensis Aoki 1942
- Isaria muscigena Cooke & Müll. {?}
- Isaria mycelioides Lloyd 1923
- Isaria myrmicidae Lloyd 1920
- Isaria nigra Yakush. & Kumaz. 1930
- Isaria nigripes Schwein. 1832
- Isaria nipponica Kobayasi 1939
- Isaria ochracea Boud. 1903
- Isaria odora Raf. 1813
- Isaria oncopterae McAlpine
- Isaria oncotympanae Kobayasi 1939
- Isaria orthopterorum Petch 1933
- Isaria ovi Teng 1932
- Isaria pachylomerica Kawam. 1927
- Isaria palmae F. Stevens & C. J. King 1927
- Isaria palmatifida Henn. 1902
- Isaria patrobus Lloyd 1924
- Isaria pattersonii Massee 1912
- Isaria peckoltii Lloyd 1919
- Isaria penicilliformis Peck 1898
- Isaria perexigua Kobayasi 1941
- Isaria perpusilla Speg. 1922
- Isaria phalangiophila Link 1825
- Isaria pistillariiformis Pat.
- Isaria plumosa Cooke
- Isaria psychidae A. Evans
- Isaria puberula Berk. 1841
- Isaria pulcherrima Berk. & Broome 1875
- Isaria radians Berk.
- Isaria radiata Berk. & M. A. Curtis 1874
- Isaria ramosissima Zoll.
- Isaria repens Cooke
- Isaria rhodosperma Bres.
- Isaria rosea (Berk. & M. A. Curtis) Sacc.
- Isaria saccharina Pers. 1801
- Isaria saussurei Cooke 1892
- Isaria schweinitzii Sacc.
- Isaria shiotae Kuru 1932
- Isaria sinclairii (Berk.) Lloyd 1923
- Isaria smilanensis Wize 1904
- Isaria sphaerocephala Petch 1942
- Isaria sphecophila Ditmar 1817
- Isaria sphingophila Link 1824
- Isaria sphingum Schwein. 1822
- Isaria spiculosa Wallr.
- Isaria splendens Rabenh. 1844
- Isaria spumarioides Cooke
- Isaria stellata Cooke
- Isaria stemonitis Pers. 1797
- Isaria stenobothri Hollande & Moreau 1922
- Isaria stenocori (Quél.) Kobayasi 1982
- Isaria stilbiformis Speg. 1879
- Isaria straminipes Ellis & Everh. 1888
- Isaria strigosa Fr. 1832
- Isaria subsimplex Schumach. 1803
- Isaria suffruticosa Cooke & Massee 1890
- Isaria suina Sacc.
- Isaria sulfurea Fiedl. 1859 : Isaria sulphurea is an Orthographic variant
  - Isaria sulfurea var. ossicola Speg. 1912 
  - Isaria sulfurea var. sulfurea Fiedl. 1859 
  - Isaria sulphurea var. sulphurea Fiedl. 1859  (legitimate)[4]
- Isaria surinamensis Vosseler 1902
- Isaria takamizusanensis Kobayasi 1941
- Isaria tartarea Wallr.
- Isaria tax  Kumar D, Roy CS, Khan ZR, Yazdani, Hameed, Mahmood M. 1983
- Isaria tenella (Sacc.) Giard 1891
- Isaria tenuipes Peck 1879
- Isaria tenuis F. Heim 1893
- Isaria terrestris Fr. 1825
- Isaria thelephoroides Bres. 1911
- Isaria thyrosoidea Penz. & Sacc. 1904
- Isaria tinearum Speg. 1898
- Isaria tomentella Fr. 1832
- Isaria tremellosa Schumach. 1803
- Isaria truncata Pers. 1801  or Briard 
  - Isaria truncata var. damaecornu Pers. 1822 
  - Isaria truncata var. truncata Pers. 1801
- Isaria umbrina Pers. 1801 
  - Isaria umbrina var. parasitica Alb. & Schwein. 1805
  - Isaria umbrina var. umbrina Pers. 1801
- Isaria valsicola Kirschst. 1939
- Isaria vassiljevae Koval 1967
- Isaria velutipes Link 1809
- Isaria verticillata G. F. Atk.
- Isaria vexans R.H. Pettit 1895
- Isaria virescens Elenkin & A.L. Danilov 1922
- Isaria virginiensis Ellis & Everh. 1893
- Isaria xylariiformis Lloyd 1923
- Isaria yokohamensis Kobayasi 1941